# 유등 (악향경후)
유등(劉鄧, ? ~ ?)은 전한의 제후로, 하간헌왕의 증손이다.

## 생애
아버지 유괴의 뒤를 이어 악향후(樂鄕侯)에 봉해졌다.
시호를 경(頃)이라 하였고, 작위는 아들 유승이 이었다.

## 출전
- 반고, 《한서》 권15상 왕자후표 上

| 선대 아버지 악향절후 유괴 | 전한의 악향후 ? ~ ? | 후대 아들 악향희후 유승 |